# Damernas 5 000 meter i hastighetsåkning på skridskor vid olympiska vinterspelen 1998
Damernas 5 000 meter i skridskor vid de olympiska vinterspelen 1998 avgjordes den 20 februari 1998, vid M-Wave. Loppet vanns av Claudia Pechstein från Tyskland.
16 deltagare från 9 nationer deltog i tävlingen.

## Rekord
Före tävlingen gällde följande världsrekord och olympiska rekord:
| Världsrekord     | Gunda Niemann (GER)     | 7:03,26 | Calgary, Alberta, Kanada | 26 mars 1994     |
| Olympiskt rekord | Yvonne van Gennip (NED) | 7:14,13 | Calgary, Alberta, Kanada | 28 februari 1988 |

Följande nya världsrekord och olympiska rekord blev satta under tävlingen:
| Datum       | Par     | Idrottare                | Nation        | Tid     | OR | VR |
| ----------- | ------- | ------------------------ | ------------- | ------- | -- | -- |
| 20 februari | 2:a par | Tonny de Jong            | Nederländerna | 7:12,77 | OR |    |
| 20 februari | 5:e par | Ljudmila Prokasjeva      | Kazakstan     | 7:11,14 | OR |    |
| 20 februari | 7:e par | Gunda Niemann-Stirnemann | Tyskland      | 6:59,65 | OR | VR |
| 20 februari | 8:e par | Claudia Pechstein        | Tyskland      | 6:59,61 | OR | VR |

## Medaljörer
| Gren        | Guld                       | Guld         | Silver                            | Silver  | Brons                         | Brons   |
| 5 000 meter | Claudia Pechstein Tyskland | 6.59,61 (VR) | Gunda Niemann-Stirnemann Tyskland | 6.59,65 | Ljudmila Prokasjeva Kazakstan | 7.11,14 |

## Resultat
| Placering | Par | Namn                     | Land          | Tid     | Tid bakom | Noteringar |
| --------- | --- | ------------------------ | ------------- | ------- | --------- | ---------- |
| 1         | 8   | Claudia Pechstein        | Tyskland      | 6:59,61 | -         | (VR)       |
| 2         | 7   | Gunda Niemann-Stirnemann | Tyskland      | 6:59,65 | +0,04     |            |
| 3         | 5   | Ljudmila Prokasjeva      | Kazakstan     | 7:11,14 | +11,53    |            |
| 4         | 6   | Barbara de Loor          | Nederländerna | 7:11,81 | +12,20    |            |
| 5         | 2   | Tonny de Jong            | Nederländerna | 7:12,77 | +13,16    |            |
| 6         | 3   | Carla Zijlstra           | Nederländerna | 7:12,89 | +13,28    |            |
| 7         | 5   | Kirstin Holum            | USA           | 7:14,20 | +14,59    |            |
| 8         | 6   | Emese Hunyady            | Österrike     | 7:15,23 | +15,62    |            |
| 9         | 4   | Elena Belci              | Italien       | 7:15,58 | +15,97    |            |
| 10        | 7   | Jennifer Rodriguez       | USA           | 7:16,78 | +17,17    |            |
| 11        | 1   | Mie Uehara               | Japan         | 7:21,72 | +22,11    |            |
| 12        | 3   | Svetlana Vysokova        | Ryssland      | 7:22,18 | +22,58    |            |
| 13        | 1   | Anette Tønsberg          | Norge         | 7:28,39 | +28,78    |            |
| 14        | 8   | Hieke Warnicke           | Tyskland      | 7:30,83 | +31,22    |            |
| 15        | 2   | Nami Nemoto              | Japan         | 7:36,77 | +37,16    |            |